# 이탈리아 제국 원수

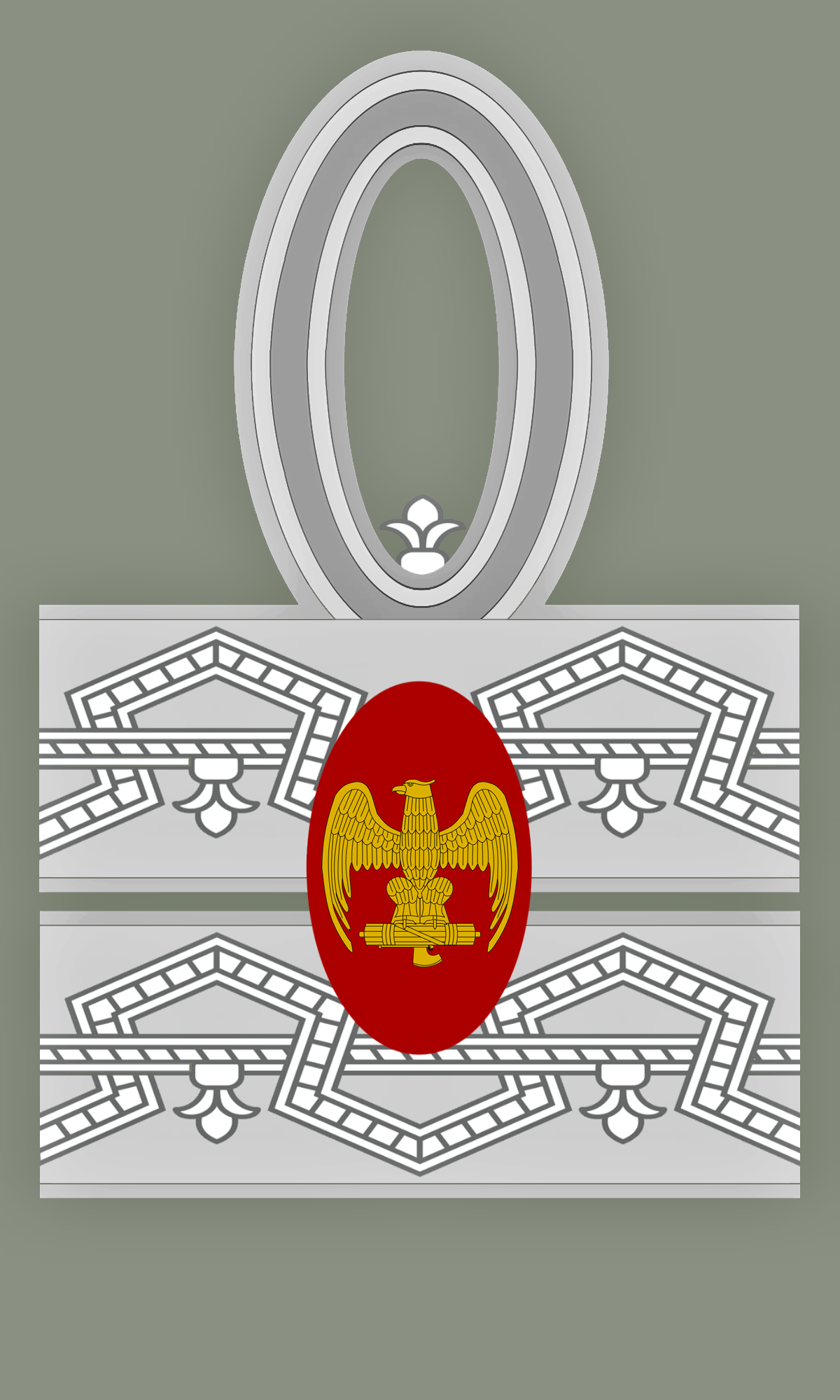
이탈리아 제국 원수의 휘장

이탈리아 제국 원수(이탈리아어: Primo Maresciallo dell'Impero, '프리모 마레시알로 델 임페로')는 1938년부터 1943년까지 5년간 존재한 이탈리아의 군사 계급이며, 이탈리아 원수보다 더 높은 계급이었다. 이 계급은 국왕 비토리오 에마누엘레 3세와 총리 베니토 무솔리니만 가질 수 있었으며, 이 계급을 가진 사람은 군통수권을 행사할 수 있었다. 이 계급은 1943년에 폐지되었다.

## 같이 보기
- 이탈리아 원수